# Mary O'Rourke
Pour les articles homonymes, voir O'Rourke.
Mary O'Rourke, née Lénihan le 31 mai 1937 et morte le 3 octobre 2024, est une femme politique irlandaise du Fianna Fáil qui est cheffe du Seanad et cheffe du Fianna Fáil au Seanad de 2002 à 2007, cheffe adjointe du Fianna Fáil de 1994 à 2002, ministre des Entreprises publiques de 1997 à 2002, ministre de la Santé de 1991 à 1992 et ministre de l'Éducation de 1987 à 1991.
Elle est également ministre d'État de 1992 à 1994. Elle est Teachta Dála (TD) de 1982 à 2002 et de 2007 à 2011. Elle est sénatrice du Panel culturel et éducatif de 1981 à 1982 et de 2002 à 2007, après avoir été nommée par le Taoiseach.

## Jeunesse
Elle est née à Athlone, dans le comté de Westmeath, en 1937. Elle fait ses études à St. Peter's, Athlone ; au Couvent Loreto Bray, comté de Wicklow ; au Collège universitaire de Dublin et au Collège St Patrick de Maynooth. Elle travaille comme enseignante dans le secondaire avant de commencer sa carrière politique.

## Carrière politique
Mary O'Rourke commence sa carrière politique au niveau local, siégeant au conseil du district urbain d'Athlone entre 1974 et 1987 et au conseil du comté de Westmeath entre 1979 et 1987. Elle est élue au Seanad Éireann en 1981 en tant que sénatrice du panel culturel et éducatif. Elle se présente sans succès au Dáil aux élections générales de février 1982, mais est ensuite réélue au Seanad. Aux élections générales de novembre 1982, elle est élue pour la première fois au Dáil Éireann en tant que députée Fianna Fáil pour la circonscription de Longford-Westmeath, et à partir de 1992 pour la nouvelle circonscription de Westmeath.
En 1987, elle est nommée ministre de l'Éducation par Charles Haughey. O'Rourke et son frère, Brian Lenihan, sont les premiers frère et sœur de l'histoire irlandaise à servir dans le même cabinet. Lors du remaniement ministériel de novembre 1991, O'Rourke devient ministre de la Santé. En février 1992, Charles Haughey démissionne de son poste de Taoiseach et de chef du Fianna Fáil. O'Rourke se présente à l'élection à la direction qui suit avec Michael Woods et Albert Reynolds. Reynolds l'emporte sur les deux autres prétendants et O'Rourke est ensuite démise de ses fonctions ministérielles, mais est nommée dans un ministère subalterne en tant que ministre d'État au ministère de l'Industrie et du Commerce chargée du Commerce. En janvier 1993, elle est nommée ministre d'État au ministère de l'Entreprise et de l'Emploi, chargée des affaires du travail, jusqu'à la chute du gouvernement Reynolds en décembre 1994.
En 1994, Bertie Ahern devient chef du parti et il nomme O'Rourke comme cheffe adjointe du Fianna Fáil, occupant ce poste jusqu'en 2002. Après l'élection d'Ahern au poste de Taoiseach en juin 1997, O'Rourke devient ministre des Transports, occupant ce poste jusqu'à ce qu'elle perde son siège au Dáil aux élections générales de 2002. Au cours de son mandat de ministre, elle fait l'objet de critiques publiques de la part du directeur général de Ryanair, Michael O'Leary. À la suite de la perte de son siège au Dáil, elle est nommée au Seanad Éireann par le Taoiseach Bertie Ahern où elle devient chef du Seanad et chef du Fianna Fáil au Seanad.
En janvier 2006, O'Rourke est investie par le parti pour les élections générales de 2007. Elle bat de peu son plus proche rival et colistier aux élections du Dáil, Kevin « Boxer » Moran du conseil municipal d'Athlone. En mai 2007, elle est réélue au Dáil aux élections générales de 2007, avec son vote le plus élevé jamais enregistré.
En juillet 2010, O'Rourke admet qu'elle ne s'attendait pas à ce que le parti soit au pouvoir après les élections générales. Dans l'émission Today with Pat Kenny de RTÉ Radio, O'Rourke déclare que le gouvernement prenait des décisions difficiles pour guider le pays à travers la crise financière et que cela faciliterait la tâche de l'opposition.
À la fin de sa carrière, elle est souvent surnommée la « Maman du Dáil »,.
Mary O'Rourke se présente aux élections générales de 2011, mais est battue.

## Autres activités
En plus d'être une femme politique bien connue, Mary O'Rourke apparaît  régulièrement dans les médias à titre non politique. Elle participe à la série de téléréalité Celebrity Bainisteoir de RTÉ, ainsi qu'à d'autres émissions telles que Sex & Sensibility. Elle est invitée à présenter Tonight avec Vincent Browne.
En 2012, le livre, Just Mary : My Memoir est publié. Il remporte le Irish Book Awards dans la catégorie « Choix des auditeurs »,.

## Famille
Mary O'Rourke est issue d'une famille engagée en politique, son père Patrick Lenihan est député pour Longford – Westmeath de 1965 à 1970. Son frère Brian Lenihan est un ministre du gouvernement et Tánaiste. Un autre frère, Paddy Lenihan, est conseiller du comté de Roscommon, mais démissionne du Fianna Fáil en 1983 et s'associe au parti indépendant Fianna Fáil de Neil Blaney. Deux de ses neveux, Brian Lenihan Jnr et Conor Lenihan, tous deux fils de son frère Brian, sont ministres. Brian Lenihan Jnr est ministre des Finances et Conor Lenihan est ministre d'État.
Mary O'Rourke devient veuve en janvier 2001, à la suite du décès de son mari, Enda. Elle a deux fils. L'un d'eux, Aengus O'Rourke (son fils adoptif), se présente au conseil municipal d'Athlone en 2009. L'autre fils, Feargal O'Rourke, devient associé directeur de PriceWaterHouseCoopers en Irlande en 2015 et est considéré comme le « grand architecte » du système de double imposition irlandaise, qui contribue au succès économique de l'Irlande en attirer les multinationales américaines en Irlande.